# Tridentella laevicephalax
Tridentella laevicephalax är en kräftdjursart som beskrevs av Menzies 1962A. Tridentella laevicephalax ingår i släktet Tridentella och familjen Tridentellidae. Inga underarter finns listade i Catalogue of Life.